# Françoise Pollet
Françoise Pollet (* 10. September 1949 in Boulogne-Billancourt, Hauts-de-Seine) ist eine französische Opernsängerin (Sopran) und Gesangspädagogin.

## Leben
Pollet studierte Violine und Gesang am Konservatorium von Versailles und war Preisträgerin mehrerer internationaler Gesangswettbewerbe. Anschließend setzte sie ihr Gesangsstudium bei Ernst Haefliger am Opernstudio der Bayerischen Staatsoper München fort. Ihr Debüt gab sie 1983 in der Partie der Marschallin in Richard Strauss Oper Der Rosenkavalier am Theater Lübeck. 
Pollet machte eine internationale Karriere und wurde 1994 von Victoires de la musique classique zur Opernsängerin des Jahres gewählt.
Ihr weitgespanntes Repertoire reicht von Berlioz und Verdi bis hin zu Messiaen und Boulez.
Seit 2002 lehrt Françoise Pollet am  Conservatoire national supérieur de musique in Lyon, sie ist Chevalier de l’Ordre des Arts et des Lettres.